# Alone in the Dark (игра, 2008)
Alone in the Dark (с англ. — «Один в темноте», рабочее название — Alone in the Dark: Near Death Investigation; в России локализованная версия для PC вышла под названием «Alone in the Dark: У последней черты»; расширенная и дополненная версия для PS3 носит название Alone in the Dark: Inferno) — видеоигра в жанре Survival horror, изданная компанией Atari и являющаяся пятой частью одноимённой серии. Игра была выпущена для Microsoft Windows, PlayStation 2, Xbox 360 и Wii в Европе, Северной Америке и Австралии в июне 2008 года. Расширенная версия игры под названием Alone in the Dark: Inferno была выпущена для платформы PlayStation 3 осенью 2008 года и содержала в себе новые сцены и элементы геймплея. Версии для Windows, Xbox 360 и PlayStation 3 были выпущены Electronic Arts в Японии 25 декабря 2008 года.
Версии для Windows, Xbox 360 и PlayStation 3 были разработаны компанией Eden Games, а версии для PS2 и Wii — Hydravision Entertainment. Версия Alone in the Dark для PS2 и Wii — это совершенно другая игра, нежели версии для PlayStation 3 и Xbox 360. Несмотря на схожесть сюжета, в ней совершенно другие уровни, в которых отсутствует свободное перемещение, характерное для других версий. Несмотря на неоднозначные отзывы, Alone in the Dark имела финансовый успех.

## Игровой процесс
Геймплей в Alone In The Dark сильно отличается от прошлых игр серии. Вся игра поделена на эпизоды, и игрок сам решает в каком из них ему предстоит играть. В начале каждого эпизода игроку демонстрируют главные моменты прошлых эпизодов с надписью «Ранее в Alone In The Dark…».
В Alone In The Dark игрок в момент может переключаться от вида от первого лица к третьему и наоборот. Окружающий мир играет большую роль в геймплее, так как игрок может поднимать любые предметы (например, трубы, палки и т. д.) и использовать их в качестве холодного оружия. Также ими можно ломать двери или доставать с помощью них какие-либо другие предметы. Огонь в игре генерируется в режиме реального времени, и поэтому предметы можно зажигать, держа их над огнём. Игрок также способен комбинировать некоторые предметы, чтобы делать различные виды оружия. К примеру, медицинский спрей можно использовать как по прямому назначению, так и вместе с зажигалкой, что дает нечто вроде огнемета.
Когда игрок получает урон, раны появляются на протагонисте. Игрок должен использовать медицинский спрей для их лечения, или, если же раны слишком глубокие, у Эдварда будет немного времени, чтобы использовать бинты для перевязки. Если у Эдварда мало здоровья, экран начинает мерцать красным, и будет слышен звук ударов сердца.
Также интересной особенностью игры является возможность моргать по желанию игрока, для того, чтобы прочищать глаза, а позднее — видеть слабые места врагов.

## Сюжет
Игра начинается с того, что Эдварда (англ. Edward), главного героя игры, исследователя паранормальных явлений, приводят на крышу здания и собираются убить. Но охраняющего Эдварда убивает невидимая сила, и ему удаётся сбежать. У Эдварда амнезия, и он ничего не помнит. Пытаясь выбраться из здания, он видит несколько людей, которых убивают или которыми овладевают «демонические» силы, а затем встречает Сару Флорес (англ. Sarah Flores), арт-дилера (градостроителя в версии для Wii). Вместе они добираются до парковки, где находят Теофила Пэддингтона (англ. Theophile Paddington), старика, который уверяет их, что знает, что происходит. Он говорит, что хаос в здании вызван камнем, который до недавнего момента был у Эдварда. Человек по имени Кроули забрал камень и выпустил на свободу его силу. Но сейчас камень у Теофила, и он говорит, что для того, чтобы завершить хаос, Эдварду нужно пройти «Путь Света», пока ещё не слишком поздно.
Трое садятся в машину с парковки и выезжают на улицы города, в котором творится такой же хаос, что и в здании, которое они только что покинули. Машина ломается в Центральном парке, где Теофил говорит, что у него нет сил оставаться с ними. Он передаёт камень Эдварду и просит его и Сару встретить его в музее, в комнате 943, после чего убивает себя.
По дороге в музей Эдвард узнаёт, что его фамилия — Карнби (англ. Carnby). Он говорит своё имя врачу, которого встречает на пути. Врач смотрит медицинскую историю Эдварда и говорит ему, что единственный в базе данных Эдвард Карнби пропал в 1938 году, и у него был такой же шрам.
В музее призрак Теофила рассказывает Эдварду о камне. Он содержал в себе Люцифера, пока Кроули не выпустил его на свободу. Теперь Люцифер хочет использовать камень, чтобы настал конец света. Теофил говорит Эдварду, что у Центрального парка есть секрет, который поможет ему остановить Люцифера. Эдвард вновь отправляется в парк, а Сара остаётся в музее и посылает Карнби по e-mail отрывки из дневника Теофила, которые, она думает, могут помочь ему. В Центральном парке Эдвард встречает Гермеса, у которого имеется похожий камень на тот, который есть у Эдварда. После этого Гермес и Карнби возвращаются в комнату 943, где Гермес открывает тайный проход к Вратам Люцифера. Объединив свои камни, Гермес и Эдвард Карнби призывают Люцифера, который вселяется в Сару или в Эдварда.

## Инвентарь
Все вещи главный герой хранит у себя под курткой. Она делится на три отдела:
В левом отделе лежат различные припасы: патроны, батарейки, бинты, платки, изоленты, нож, отвёртка. Всего в отделе 5 мест. Позднее два места в этом отделе займут зажигалка и линза.
В кобуре Эдвард хранит пистолет и фонарик. Сюда ничего нельзя положить, однако пистолет впоследствии можно будет заменить на более мощный.
В правый отдел можно положить: медицинский спрей, репеллент, антикоррозионный спрей, стеклянные и пластмассовые бутылки, сигнальные фонари, пакеты с кровью, неоновые палочки. Всего в отделе 4 места.
Эдвард может также комбинировать предметы: засунуть в бутылку платок, сделав коктейль Молотова, облить пули горючей смесью, сделав их огненными, поджечь спрей зажигалкой, сделав огнемет, и т. д.

## Оценки
| Сводный рейтинг    | Сводный рейтинг | Сводный рейтинг | Сводный рейтинг | Сводный рейтинг | Сводный рейтинг                   |
| Издание            | Оценка          | Оценка          | Оценка          | Оценка          | Оценка                            |
| Издание            | PC              | PS2             | PS3             | Wii             | Xbox 360                          |
| ------------------ | --------------- | --------------- | --------------- | --------------- | --------------------------------- |
| GameRankings       | 54,29 %         | N/A             | 72,35 %         | 41,18 %         | 62,01 %                           |
| Metacritic         | 55/100          | 47/100          | 69/100          | 39/100          | 58/100                            |
| Иноязычные издания |                 |                 |                 |                 |                                   |
| Издание            | Оценка          | Оценка          | Оценка          | Оценка          | Оценка                            |
| Издание            | PC              | PS2             | PS3             | Wii             | Xbox 360                          |
| Destructoid        | N/A             | N/A             | N/A             | N/A             | 3,5/10                            |
| Edge               | N/A             | N/A             | N/A             | N/A             | 7/10                              |
| Eurogamer          | N/A             | N/A             | 7/10            | 3/10            | 7/10                              |
| Game Informer      | 6,5/10          | N/A             | 7,25/10         | N/A             | 6,5/10                            |
| GamePro            | N/A             | N/A             | N/A             | N/A             | 2,5/5                             |
| GameSpot           | N/A             | N/A             | 7,5/10          | N/A             | 6,5/10                            |
| GameSpy            | N/A             | N/A             | N/A             | N/A             | 2/5                               |
| GameTrailers       | N/A             | N/A             | N/A             | N/A             | 7,3/10                            |
| GameZone           | N/A             | N/A             | 5/10            | N/A             | 4,5/10                            |
| IGN                | 3,5/10          | 3/10            | 6,8/10          | 3,1/10          | (UK) 7/10 (AU) 5,9/10 (US) 3,5/10 |
| Nintendo Power     | N/A             | N/A             | N/A             | 4/10            | N/A                               |
| OXM                | N/A             | N/A             | N/A             | N/A             | 5,5/10                            |
| PC Gamer (US)      | 28 %            | N/A             | N/A             | N/A             | N/A                               |
| The A.V. Club      | N/A             | N/A             | N/A             | N/A             | D+                                |
| Variety            | N/A             | N/A             | N/A             | N/A             | (unfavorable)                     |

Версии игры для PlayStation 3, Xbox 360 и Windows получили слабые и смешанные отзывы, версии для PlayStation 2 и Wii — преимущественно негативные. Японский журнал Famitsu дал среднюю оценку — 26 из 40 для PS3 и 24 из 40 для Xbox 360.
Рецензенты отмечали технические проблемы игры, однако сюжет игры посчитали достойным для того, чтобы пройти игру.
После того, как ряд европейских сайтов присудил игре средние или низкие оценки, издатель Atari пригрозил им судебным иском, утверждая, что при рецензировании использовалась не финальная версия игры, так как она не была доступна на момент публикации; по заявлению Atari, она не предоставляла этим сайтам игру для обзора, что могло означать, что для обзора использовались пиратские версии игры. Однако один из сайтов Gamer.nl заявил, что им на самом деле предоставлена легальная копия игры руководителями Atari, но при условии, что до прекращения эмбарго на обзоры компания разрешит только положительные отзывы.
Большинство сайтов отказалось удалить свои обзоры, однако Atari так и не подала иск против них. Вместе с тем, многие обозреватели отмечали, что отрицательные обзоры, возможно, публиковались для привлечения внимания пользователей и были рассчитаны на предсказуемую реакцию Atari.
Журнал Игромания, несмотря на то, что это «неуклюжая игра, у неё смехотворный сюжет, невообразимое управление, ужасные гоночные эпизоды» поставил игре 9 из 10 баллов и подводя итоги 2008 года отметил её наградой «Пиромания года».
К 31 июля 2008 года игра была распродана тиражом в 1,2 млн экземпляров по всему миру.